# Abadia del Codony
L'Abadia del Codony és una petita construcció, actualment desapareguda, que segurament és l'únic testimoni de l'església, l'abadia i el fossar primitius, i de l'antic poble del Codony, al municipi de Perafort (Tarragonès). És inclosa en l'Inventari del Patrimoni Arquitectònic de Catalunya.

## Descripció
Petita construcció, mig derruïda, popularment anomenada abadia i que segurament és l'únic testimoni de l'església, l'abadia i el fossar primitius, i de l'antic poble del Codony. Aquest terme, que pertanyia a l'antic territori del Codony, sembla que comprenia les terres entre el Francolí i la partida de "El Comellar", limitant al sud pel Mas Blanc i el Mas Jurat i al nord per l'emplaçament de l'actual església de Perafort.
L'església del Codony antic va iniciar-se el 1303 sota la direcció del picapedrer de la Selva de Camp, Joan Andreu, i va estar en funcionament fins al 1726. L'any següent es decidí traslladar-la a l'actual emplaçament. Sembla que les condicions sanitàries del primitiu emplaçament eren deficients, cosa que potser provocà el trasllat progressiu, des del segle xv, dels habitants de l'antic Codony cap al sector sud de l'actual poble de Perafort, formant el nou nucli de Codony -sector sud de l'actual poble de Perafort-.
De la primitiva església del Codony procedien retaules i imatges gòtiques traslladades a la nova església i desaparegudes el 1936.
La construcció estava mig derruïda al principi del segle XXI. El gener de 2021, les restes que en quedaven van desaparèixer degut a la preparació d'una plantació agrícola als camps de conreu del voltant.

## Història
Arran de la repoblació de Tarragona, bona part de les terres del Codony quedaren sota el domini de Guillem de Claramunt, que hi va fer una sèrie d'establiments -cap al 1137- (part dels quals els donà en feu als monjos de Valldaura o de Santes Creus) juntament amb altres Senyors: els Cardona, els Cervera, als Aguiló de Tarragona i l'arquebisbe d'aquesta ciutat. Això va ser fins que aquest darrer, en nom seu, n'encarregarà la direcció a diversos castlans.
El Codony era, a més de considerat un dels llocs de les Faldes de Tarragona, ciutat a la qual havien de pagar contribució, però que al seu torn els donava protecció, en cas de guerra o de perill.
Les poblacions sorgides arran d'aquests establiments -algunes de les quals perduren com a nuclis i d'altres han desaparegut- s'organitzaren individualment amb les seves respectives batllies i consells locals.
Totes, però, han conservat un lligam comú: en un primer moment, l'església de Sant Joan del Concili i, després, la de Sant Pere del Codony, de la qual depenien el mateix Codony, les Franqueses, Puigdelfí i Perafort (d'"aquest costat del riu"); la Pobla, la Camareria i la Quadra de Baró (de l'"altre costat de riu"), i, no tan directament, la Secuita, Vistabella i Tapioles.